# Dynekilen

Dynekilen är en cirka 5 km lång fjord i norra delen av Strömstads kommun i Västra Götalands län och landskapet Bohuslän. Fjorden skär i SV-NO riktning in söder om halvön Hogdalsnäset. 
Den inre delen av fjorden når fram till E6 på vägsträckan mellan Strömstad och Svinesund. Här finns också tältplats, rastplats och golfbanan Dynekilens GK. Fjorden är känd från slaget vid Dynekilen under stora nordiska kriget då en svensk transportflotta som låg ankrad här, anfölls och förstördes av norske kaptenen Peter Tordenskjold 8 juli 1716. Detta ledde till att Karl XII fick avbryta sitt fälttåg i Norge.